# Willi Neddenriep
Heinrich Wilhelm Willi Neddenriep (* 12. Februar 1883 in Neddenriep, Landkreis Fallingbostel; † 5. März 1968 in Ebstorf) war ein deutscher Landwirt und Politiker.
Neddenriep lebte als Landwirt in Niedersachsen. Er gehörte von 1928 bis 1930 als Abgeordneter der Christlich-Nationale Bauern- und Landvolkpartei für den Wahlkreis 15 (Osthannover) dem Reichstag an. Ab Dezember 1929 war er Mitglied der Fraktion Christlich-Nationale Arbeitsgemeinschaft.